# Court (Švýcarsko)
Court je obec v okrese Bernský Jura v kantonu Bern ve Švýcarsku. Žije zde přibližně 1 400 obyvatel.

## Geografie

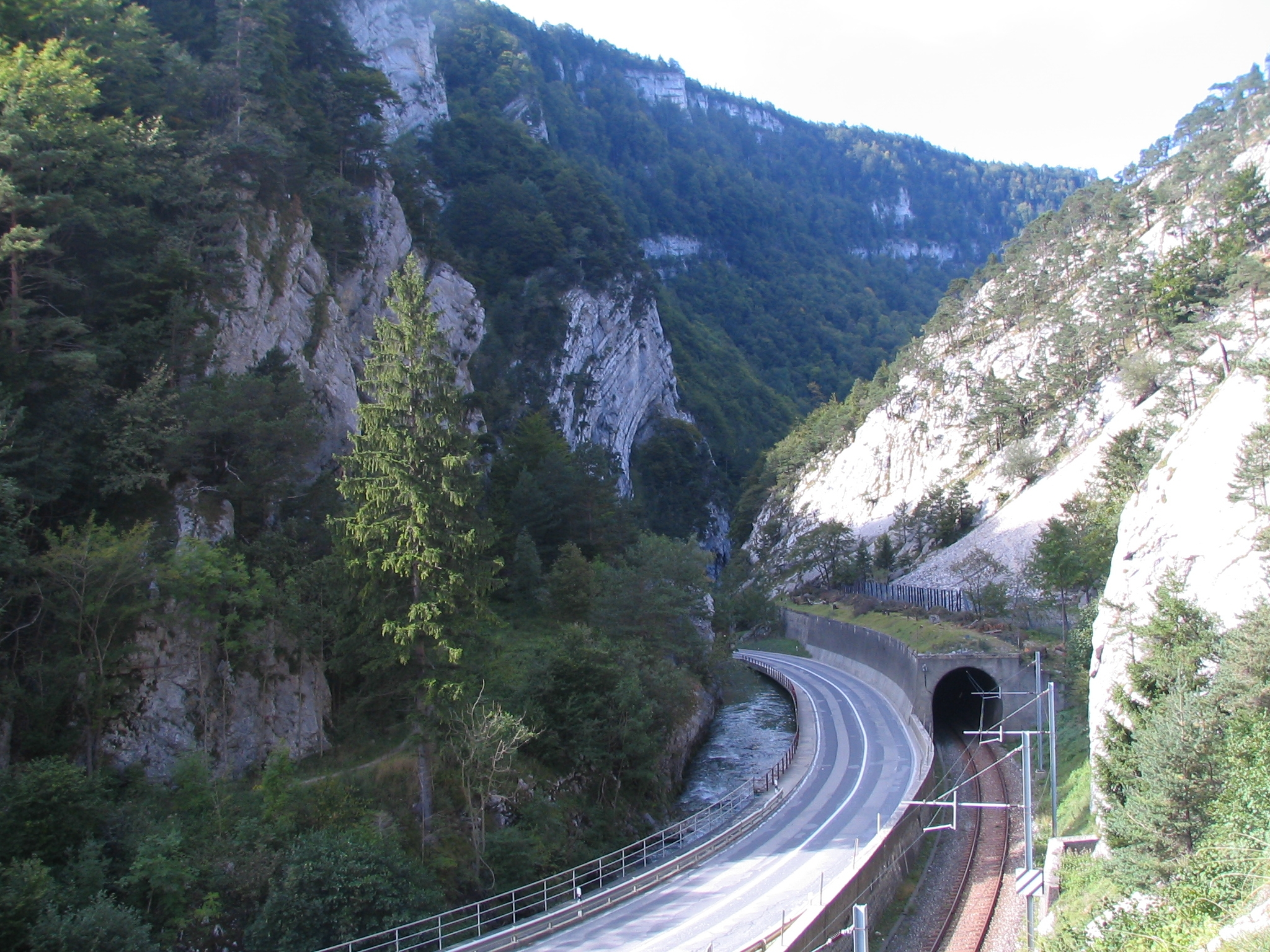
Soutěska Gorges de Court

Court leží v nadmořské výšce 666 m, vzdušnou čarou 5 km jihozápadně od Moutier. Bývalá silniční vesnice se nachází v pohoří Jura, po obou stranách řeky Birs, ve východní části údolí Vallée de Tavannes, v místě, kde řeka Birs opouští údolní pánev směrem na sever soutěskou Court (francouzsky Gorges de Court).
Území obce o rozloze 24,6 km² pokrývá nejvýchodnější část údolní pánve Vallée de Tavannes, která je na severu ohraničena antiklinálou Mont Girod (1045 m n. m.) a Graitery (1280 m n. m.). Mezi těmito dvěma výšinami vytvořila řeka Birs charakteristický jurský útes (údolí, které se láme antiklinálou), který má 400 až 600 m vysoké údolní boky protkané vápencovými skalními stěnami a poskytuje optimální pohled na vrstevní strukturu masivu Graitery. Na jihu zasahuje území obce až k hřebenu pohoří Montoz, jehož severní svah je hustě zalesněn (Envers de Montoz). Nejvyšší bod Courtu se zde nachází na hřebeni západně od Grenchenbergu v nadmořské výšce 1405 m. V tomto místě se nachází i nejvyšší bod obce. Na hřebenech Mont Girod, Graitery a Montoz jsou typické jurské vysokohorské pastviny s velkými smrky stojícími jednotlivě nebo ve skupinách. Na východě zahrnuje oblast údolí potoka Chaluet, který se vlévá do Birsu pod Courtem, těsně před vstupem do Klusu. V roce 1997 byla 4 % rozlohy obce pokryta zastavěnou plochou, 61 % lesy a lesními porosty, 34 % zemědělstvím a necelé 1 % neproduktivní půdou.
Ke Courtu patří osada Les Condemines (670 m n. m.) na potoce Chaluet východně od Courtu a četné jednotlivé farmy. Sousedními obcemi Courtu jsou Romont, Sorvilier, Champoz, Moutier a Eschert v kantonu Bern a Welschenrohr-Gänsbrunnen, Selzach a Grenchen v kantonu Solothurn.

## Historie

Letecký pohled (1947)

První písemná zmínka o Court pochází z roku 1148 pod jménem Cort a jméno Curt se objevuje v roce 1179. Až do konce 18. století spadala obec pod opatství Moutier-Grandval. V letech 1797–1815 patřil Court k Francii a zpočátku byl součástí départementu Mont-Terrible, který byl v roce 1800 sloučen s départementem Haut-Rhin. Na základě rozhodnutí Vídeňského kongresu v roce 1815 se obec stala součástí okresu Moutier v kantonu Bern. V letech 1996–1998 byly v bočním údolí řeky Birs západně od Courtu provedeny vykopávky, které odhalily ruiny bývalé vesnice Minvilier (nebo Mévilier). Tato vesnice byla osídlena od 12. do 15. století a poté byla pravděpodobně opuštěna v důsledku morové epidemie.

## Obyvatelstvo
| Vývoj počtu obyvatel | Vývoj počtu obyvatel | Vývoj počtu obyvatel | Vývoj počtu obyvatel | Vývoj počtu obyvatel | Vývoj počtu obyvatel | Vývoj počtu obyvatel | Vývoj počtu obyvatel | Vývoj počtu obyvatel | Vývoj počtu obyvatel | Vývoj počtu obyvatel | Vývoj počtu obyvatel |
| -------------------- | -------------------- | -------------------- | -------------------- | -------------------- | -------------------- | -------------------- | -------------------- | -------------------- | -------------------- | -------------------- | -------------------- |
| Rok                  | 1850                 | 1900                 | 1910                 | 1930                 | 1950                 | 1960                 | 1970                 | 1980                 | 1990                 | 2000                 |                      |
| Počet obyvatel       | 581                  | 1082                 | 1207                 | 1200                 | 1355                 | 1493                 | 1550                 | 1480                 | 1396                 | 1349                 |                      |

Z celkového počtu obyvatel je 89,1 % francouzsky mluvících, 6,6 % německy mluvících a 1,0 % portugalsky mluvících (stav v roce 2000). Počet obyvatel Courtu výrazně vzrostl zejména kolem roku 1900. Po dosažení nejvyššího počtu kolem roku 1970 má od té doby celkově klesající tendenci.

## Hospodářství
Již na konci středověku byly v Court vedle zemědělské činnosti provozovány tavicí pece, v nichž se zpracovávalo železo z okolních rudných dolů. V letech 1658–1738 byly v údolí potoka Chaluet také čtyři sklářské hutě. Na konci 19. století se Court vyvinul v průmyslovou obec, která se specializovala na hodinářství a strojírenskou výrobu. Tato dvě průmyslová odvětví jsou v obci nejdůležitější i dnes, ale existuje zde i řada menších podniků. V obci se nachází manufaktura hodinářské společnosti Ronda.

## Doprava

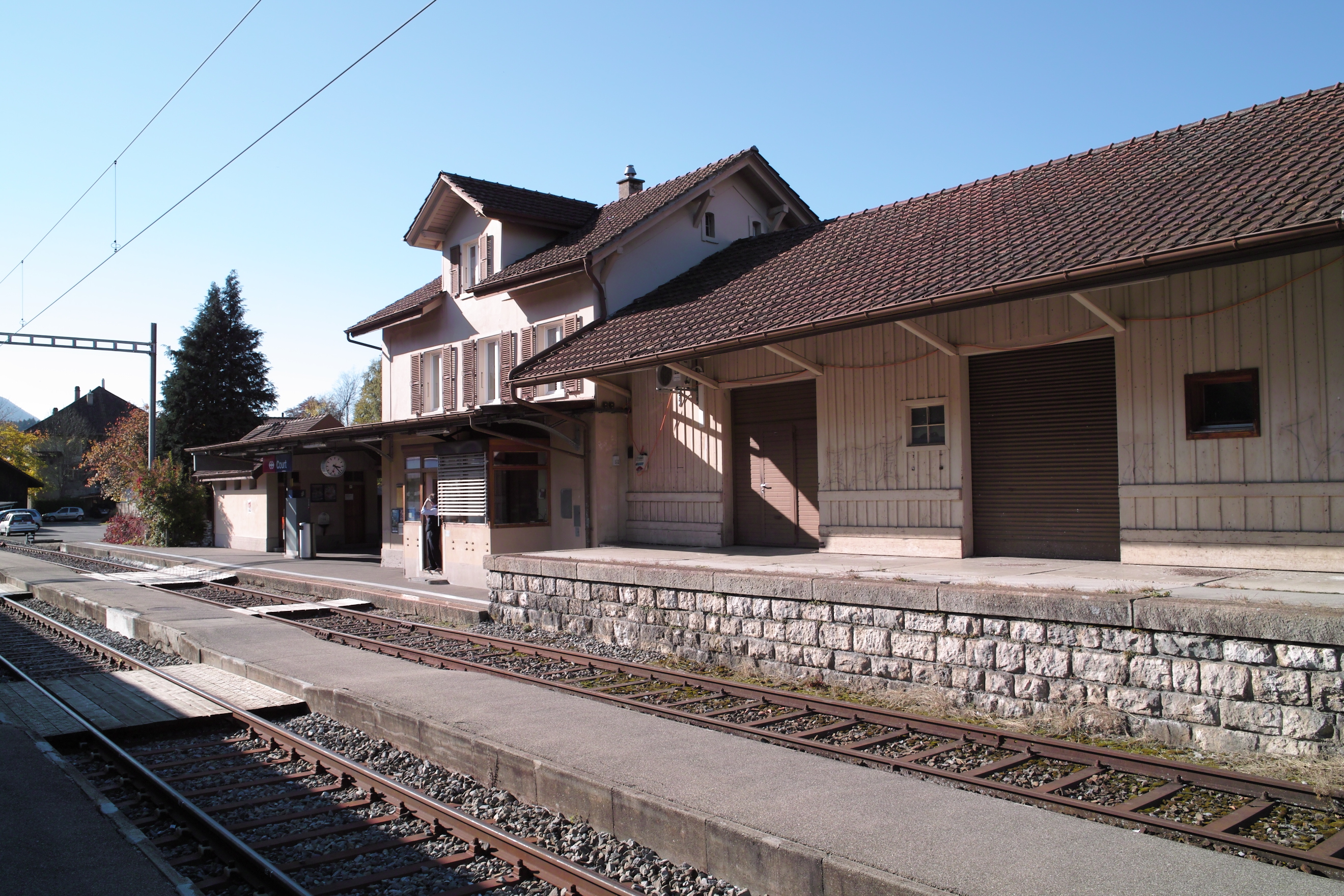
Železniční stanice Court

Obec má dobré dopravní spojení. Nachází se na frekventované hlavní silnici z Delémontu do Tavannes. Údolím Vallée de Tavannes prochází dálnice A16, dokončená v roce 2017, která spojuje švýcarskou a francouzskou dálniční síť. Železniční trať z Courtu do Tavannes byla slavnostně otevřena 16. prosince 1876 a následně 24. května 1877 pokračovala přes soutěsku Gorges de Court do Moutier.